# صادق‌علی (قره‌عیسی‌لی)
صادق‌علی (به ترکی استانبولی: Sadıkali) یک منطقهٔ مسکونی در ترکیه است که در کارایسالی واقع شده‌است.